# Paul Delair
Paul Alexandre Delair (Montereau-Fault-Yonne, 24 octobre 1842 - Paris 17e, 19 janvier 1894) est un auteur dramatique, poète, chansonnier et romancier français.

## Biographie
Administrateur des Beaux-Arts, il prend une part active à l'organisation de l'Exposition universelle de 1889. Conservateur du dépôt des ouvrages d'art au palais de l'Industrie et du musée de sculpture comparée du Trocadéro (1892), ses pièces ont été représentées sur les plus grandes scènes parisiennes du XIXe siècle : Théâtre du Vaudeville, Comédie-Française etc.

## Œuvres
- La Découverte, ode sur la navigation, 1868
- Les Nuits et les Réveils, 1870
- L’Éloge d'Alexandre Dumas, 1872
- La Voix d'en haut, à-propos dramatique en 1 acte, en vers, 1872
- La Louve d'Alençon, roman historique, 1879
- Théâtre de campagne, 1880
- Garin, drame en 5 actes, en vers, 1880
- Le Fils de Corneille, à propos en vers, 1881
- Le Fils du charpentier, récit en vers, 1882
- Les Rois en exil, pièce en 5 actes, en 7 tableaux, avec Alphonse Daudet, 1883
- Le Centenaire de Figaro, à-propos en vers, 1884
- Les Contes d'à présent avec une lettre de Coquelin aîné sur la poésie dite en public et l'art de la dire, 1884
- Apothéose, pièce en 1 acte et en vers, 1885
- Louchon, 1885
- Délivrance, cantate, musique de Théodore Dubois, 1887
- Rabelais à Molière, vers, 1887
- Hélène, drame en 4 actes, 1891
- La Mégère apprivoisée, comédie lyrique en 4 actes, 1891
- L’Âme des fleurs !, poésie de Paul Delair, musique de Jules Massenet, 1891
- La Vie chimérique, poésies, 1893
- Chanson d'automne, musique de André Messager, 1894
- Testament poétique, poésies posthumes, avec Sully Prudhomme, 1895
- Chansons épiques (Geste de Guillaume), 1897
- Chanson d'hiver !, musique de C. de Grandval, 1898
- Parfums des tilleuls !, poésie, musique de Clémence de Grandval, 1898
- Théâtre inédit, 1899
- Ma belle m'a dit, poésie, musique de Charles Cuvillier, 1899
- Illusion !, lamento, musique de Flégier, 1903
- Musique d'antan, musique de Cuvillier, 1905
- L'Île des fleurs !, mélodie, chant et piano, musique de Ange Flégier, 1908